# Glanz (priimek)
Pogostost priimka Glanz je bila po podatkih Statističnega urada Republike Slovenije na dan 1. januarja 2010 manjša kot 5 oseb. 

## Znani nosilci priimka
- Erika Glanz (*1942), slovenska učiteljica in političarka na madžarskem
- Vinko Glanz (1902—1977), slovenski arhitekt